# اچ‌ام‌اس ولینگتون
اچ‌ام‌اس ولینگتون (به انگلیسی: HMS Wellington) یک کشتی است.